# فرودگاه استیجاری تولیدو
فرودگاه تولدو اکسکیوتیو (به انگلیسی: Toledo Executive Airport) یک فرودگاه همگانی باربری با کد یاتا TDZ است که یک باند فرود آسفالت دارد و طول باند آن ۱۱۵۸٫۲ متر است. این فرودگاه در شهر تولیدو، اوهایو کشور ایالات متحده آمریکا قرار دارد و در ارتفاع ۱۸۹٫۶ متری از سطح دریا واقع شده‌است.